# Ricardo dos Santos (athlétisme)
Pour les articles homonymes, voir Ricardo dos Santos.
Vítor Ricardo dos Santos Soares (né le 18 décembre 1994 à Lisbonne) est un athlète portugais, spécialiste du 400 m.

## Carrière
Fils de parents angolais qui ont émigré en Angleterre alors qu’il avait deux ans, dos Santos débute l’athlétisme vers 15 ans. Il ne contacte la fédération portugaise qu’en 2012. Il bat le record du Portugal en 45 s 81, puis en 45 s 74, lors des Championnats d'Europe à Zurich en 2014. Il est entraîné par le Britannique Linford Christie.
Le 7 août 2018, lors des séries des championnats d'Europe de Berlin, dos Santos bat son propre record du Portugal en 45 s 55. Le lendemain, en demi-finale, il termine 3e et bat de nouveau ce record en 45 s 14. 8e temps des demi-finales, il est repêché pour la finale. Il termine 7e en 45 s 78.
Son club est le Sport Lisboa e Benfica.

## Palmarès
| Date | Compétition                       | Lieu    | Résultat | Épreuve       | Temps         |
| ---- | --------------------------------- | ------- | -------- | ------------- | ------------- |
| 2018 | Championnats d'Europe             | Berlin  | 7e       | 400 m         | 45 s 78       |
| 2019 | Jeux européens                    | Minsk   | 3e       | 4 x 400 mixte | 3 min 19 s 63 |
| 2019 | Championnats d'Europe par équipes | Sandnes | 3e       | 400 m         | 46 s 74       |

## Records
| Épreuve | Temps   | Lieu   | Date        |
| ------- | ------- | ------ | ----------- |
| 400 m   | 45 s 14 | Berlin | 8 août 2018 |